# Juan Arango
Juan Fernando Arango Sáenz, ou simplesmente Juan Arango (Maracay, 16 de maio de 1980), é um ex-futebolista venezuelano que atuava como meia.

## Carreira

### Clubes
Arango fez carreira no futebol europeu e atualmente é o grande nome do futebol venezuelano. Atua pela Seleção Venezuelana desde 1999, e já disputou mais de 100 partidas pela equipe. É o principal nome da seleção com seis participações em Copa América.
Teve como grande auge na carreira sua passagem pelo futebol alemão, se tornando referencia em cobranças de falta.
Atuando pelo seu atual clube, o Tijuana, protagonizou uma atitude insólita: no final da partida contra o Monterrey, em 7 de abril de 2015, Arango mordeu o ombro do jogador adversário Eduardo Zavala. Diferentemente do caso Luis Suárez, foi punido com duas partidas de suspensão.
No final de seu contrato com o Tijuana, transferiu-se sem custo para o New York Cosmos, indo jogar a NASL, equivalente a segunda divisão nacional nos Estados Unidos. No decorrer da competição com suas atuações se mostrou o principal jogador do elenco. 

### Seleção Venezuelana
Juan Arango estreou oficialmente na seleção venezuelana nas eliminatórias contra o Equador em 2000. Seu primeiro gol foi no ano seguinte contra a Colômbia nas eliminatórias num empate de 2 a 2. Ao longo de todo seu ciclo na seleção nacional, Arango somou participações em competições como seis Copa América de 1999, 2001, 2004, 2007, 2011, 2015 e quatro eliminatórias de 2002, 2006, 2010 e 2014.
Atualmente é o jogador com mais numero de jogos e gols oficiais pela Venezuela, sendo considerado o maior jogador da história do país. 

## Estátisticas
| Clube                    | Temporada | Liga      | Liga | Copa      | Copa | Continental | Continental | Total     | Total |
| Clube                    | Temporada | Presenças | Gols | Presenças | Gols | Presenças   | Gols        | Presenças | Gols  |
| ------------------------ | --------- | --------- | ---- | --------- | ---- | ----------- | ----------- | --------- | ----- |
| Zulianos                 | 1999–2000 | 12        | 0    | —         | —    | —           | —           | 12        | 0     |
| Total                    | Total     | 12        | 0    | —         | —    | —           | —           | 12        | 0     |
| Caracas                  | 1999–2000 | 19        | 5    | —         | —    | —           | —           | 19        | 5     |
| Total                    | Total     | 19        | 5    | —9        | —9   | —           | —           | 19        | 5     |
| Monterrey                | 2000–01   | 30        | 5    | —0        | —0   | —7          | —7          | 30        | 5     |
| Monterrey                | 2001–02   | 13        | 1    | —8        | —8   | —hg         | —hg         | 13        | 1     |
| Total                    | Total     | 43        | 6    | —6        | —6   | —h          | —h          | 43        | 6     |
| Pachuca                  | 2001–02   | 15        | 5    | —5        | —5   | 6           | 4           | 21        | 9     |
| Pachuca                  | 2002–03   | 37        | 11   | —7        | —7   | —7          | —7          | 37        | 11    |
| Pachuca                  | 2003–04   | 36        | 8    | —3        | —3   | —0          | —0          | 36        | 8     |
| Total                    | Total     | 89        | 24   | —         | —    | 4           | 3           | 94        | 28    |
| Mallorca                 | 2004–05   | 35        | 6    | —         | —    | —           | —           | 34        | 6     |
| Mallorca                 | 2005–06   | 36        | 11   | —         | —    | —           | —           | 37        | 11    |
| Mallorca                 | 2006–07   | 35        | 7    | 2         | 1    | —           | —           | 40        | 9     |
| Mallorca                 | 2007–08   | 38        | 12   | 5         | 3    | —           | —           | 43        | 15    |
| Mallorca                 | 2008–09   | 37        | 8    | 4         | 1    | —           | —           | 41        | 9     |
| Total                    | Total     | 183       | 45   | 12        | 4    | —           | —           | 195       | 49    |
| Borussia Mönchengladbach | 2009–10   | 34        | 2    | 1         | 0    | —           | —           | 35        | 3     |
| Borussia Mönchengladbach | 2010–11   | 25        | 4    | 2         | 0    | —           | —           | 27        | 4     |
| Borussia Mönchengladbach | 2011–12   | 34        | 6    | 3         | 1    | —           | —           | 37        | 7     |
| Borussia Mönchengladbach | 2012–13   | 31        | 5    | 2         | 1    | 8           | 3           | 41        | 9     |
| Borussia Mönchengladbach | 2013–14   | 30        | 8    | 0         | 0    | —           | —           | 30        | 8     |
| Total                    | Total     | 154       | 25   | 9         | 3    | 8           | 3           | 171       | 31    |
| Tijuana                  | 2014–15   | 24        | 7    | 3         | 1    | —           | —           | 27        | 8     |
| Tijuana                  | Total     | 24        | 7    | 3         | 1    | 0           | 0           | 27        | 8     |
| Total                    | Total     | 523       | 112  | 24        | 8    | 14          | 7           | 561       | 127   |